# إنجرسول (أونتاريو)
إنجرسول، أونتاريو (بالإنجليزية: Ingersoll)‏ هي مدينة كندية تقع في مقاطعة أونتاريو. تبلغ مساحة هذه المدينة 12.8959 (كم²)، ويبلغ عدد سكانها 11760 نسمة حسب إحصاء سنة 2006 م، بينما كان يسكنها 10977 نسمة في سنة 2001 م. تحتل هذه المدينة المرتبة رقم 318 بين مدن كندا حسب عدد السكان والمرتبة رقم 120 في المقاطعة. النمو سكاني في هذه المدينة يقدر بـ(7.1).

## أعلام
- توماس إف. وليامز
- بيتي تايلور
- جيمس وايت
- كينيث دانيال
- روبرت كولن مارشال
- ويليام جون بلير
- آدم أوليفر
- أوسكار جود

## وصلات خارجية
- الأطلس الحكومي لكندا
- إحصاءات كندا مع ساعة تعداد السكان